# Vimur
Vimur ("skummande, brusande") är en älv i nordisk mytologi. Snorre Sturlasson kallar den "den största av älvar". Vimur nämns också i Ulf Uggasons Húsdrápa, där den verkar vara en gränsflod mellan människornas värld och jättarnas.
I Skáldskaparmál 18 berättas att Tor och Loke under sin färd till jätten Geirröd måste vada över Vimur. Detta sägs också i Eilif Gudrunssons Þórsdrápa, men där är det Tjalve som är Tors följeslagare. Vid vadstället försöker Geirröds dotter Gjalp dränka dem genom att kissa i floden så att den hastigt svämmar över. Då klamrar sig Loke (eller Tjalve) hårt fast vid Tors maktgördel för att inte spolas bort, men Tor kastar en stor sten mot det ställe varifrån vattnet kommer med orden: At ósi skal á stemma (En älv ska dämmas vid utloppet). Och inte missade han i det kastet, tillägger Snorre. Tor hivar sig sedan upp ur älven med hjälp av en nedhängande rönnruska.
I tulorna är Vimur ett heiti för "flod", vilket förekommer i några kenningar. "Vimurs eld" är i Orvar Odds Ævidrápa en omskrivning för "guld". Einar Skulason skriver "Vimurs häst" (Valr Vimrar) när han menar "skepp", men "Vimurs häst" (marr Vimrar) kan enligt tulorna också betyda "bölja" – fartyg rider ju på vågorna.